# Educación 2020
Educación 2020 (Educación veinte-veinte) es una organización de la sociedad civil que trabaja para asegurar una educación de calidad, equitativa e inclusiva para los jóvenes en Chile. Nace en el año 2008 como un movimiento ciudadano y se basa en el principio de que un buen sistema educativo es la piedra angular de una sociedad más democrática, participativa y justa.
Educación 2020 también impulsa cambios desde la sala de clases, a través de proyectos de innovación educativa que buscan que los estudiantes aprendan y se preparen para el siglo XXI. 

## Historia
El 23 de agosto de 2008, el académico Mario Waissbluth (profesor de la Facultad de Ciencias Físicas y Matemáticas de la Universidad de Chile) escribió un artículo en la revista quincenal Qué Pasa respecto a la realidad educativa del país. La columna titulada Estatuto Docente: Una tragedia peor que el Transantiago criticaba el Estatuto Docente aprobado en el año 2000 durante el gobierno de Ricardo Lagos Escobar y la formación de profesores, comparándolo con el Transantiago, que es considerado uno de los grandes fracasos de los gobiernos de la Concertación desde el retorno de la democracia.

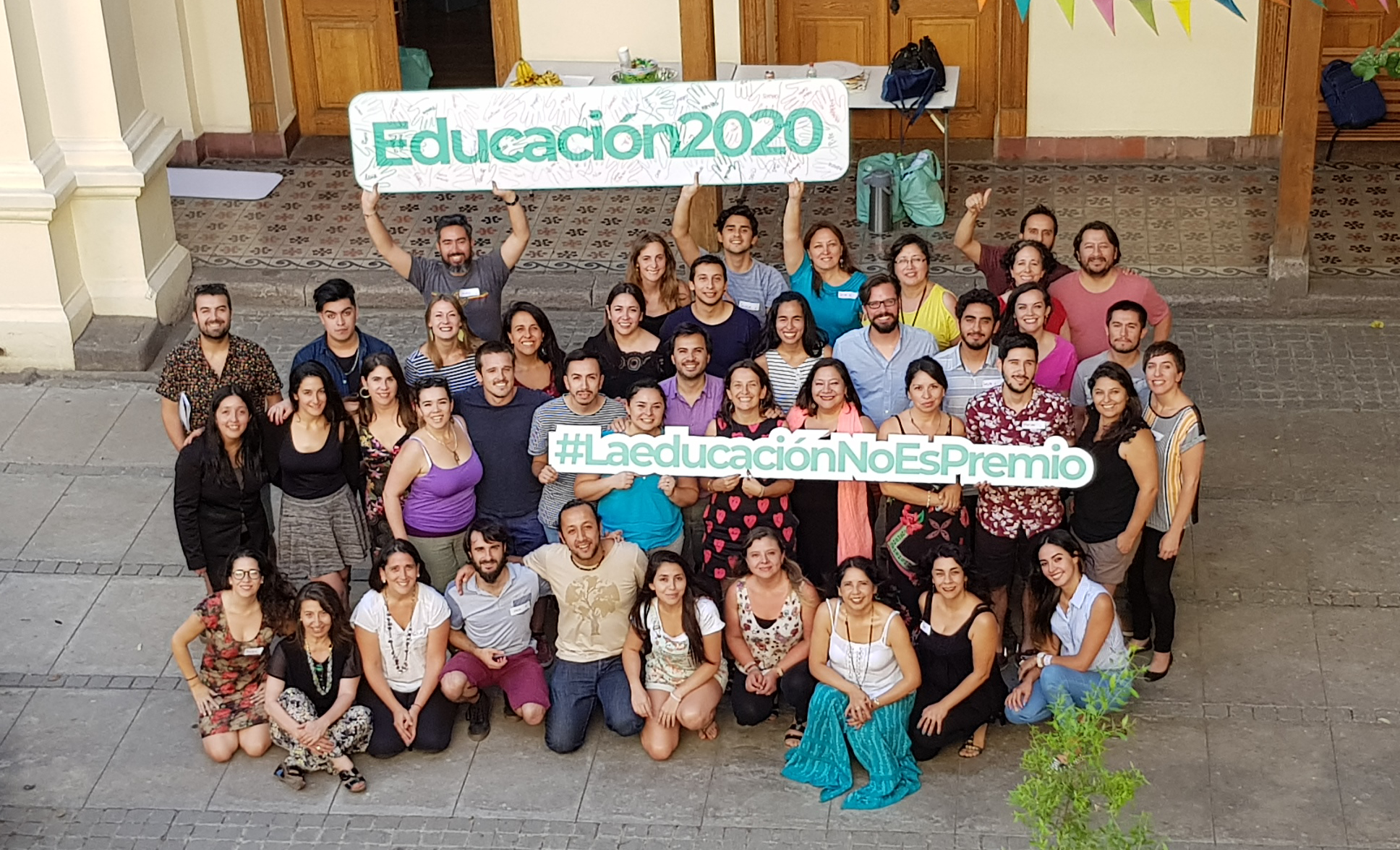
El equipo de Educación 2020 en el Museo de la Educación.

La columna tuvo fuerte repercusiones. Por un lado, hubo fuertes críticas y por otro lado hubo grupos que apoyaron las conclusiones de Waissbluth y decidieron enfrentar el dilema de cómo mejorar la situación. Un grupo de estudiantes de las carreras de ingeniería de la Universidad de Chile y de la Pontificia Universidad Católica de Chile decidieron, junto a Waissbluth, formar una agrupación que aportara en el debate educativo para impulsar reformas educativas. Así, el 7 de septiembre de 2008 nació "Educación 2020", en conjunto con los centros de estudiantes de las carreras mencionadas, a las que luego se sumarían la Universidad Diego Portales y la Universidad Técnica Federico Santa María.
En primera instancia, Waissbluth y un grupo de estudiantes de ingeniería de distintas universidades del país buscaron firmas para que las autoridades gubernamentales se comprometieran con la mejora de la educación de los chilenos. Sin embargo, la cantidad de adherentes aumentó rápidamente y se comenzaron a organizar distintos grupos de ciudadanos en torno al primer documento oficial llamado "Manifiesto Educación 2020". y que querían comprometerse con la educación de Chile.

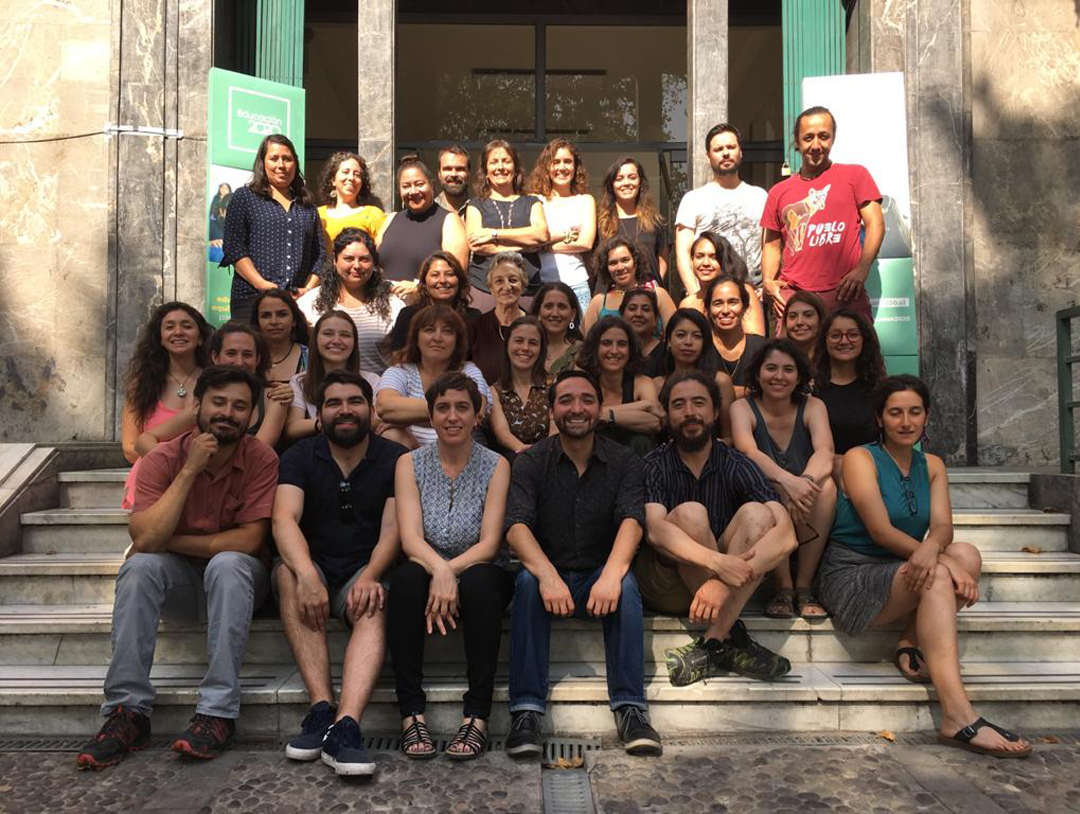
Educación 2020 en el Museo Benjamín Vicuña Mackenna, en Santiago de Chile.

Transcurrido un mes, la agrupación se reunió con la Comisión de Educación de la Cámara de Diputados —que aprobó el manifiesto por unanimidad—. En esos mismos días comenzó a ser  invitada a distintos programas de radio y televisión, y a participar en charlas y diversas actividades. Con esta visibilidad en la opinión pública, en su primer mes de vida el movimiento obtuvo 22.209 adherentes. Frente a esto se hizo necesaria una organización que permitiera canalizar las inquietudes ciudadanas a las autoridades competentes en el tema.
De esta forma, la organización inició un proceso de profesionalización. Se crearon los equipos de Política Educativa y Comunicaciones, a cargo de la incidencia en las políticas públicas. Años más tarde, nació el Centro de Liderazgo Educativo que desde sus inicios trabaja en terreno, específicamente en el acompañamiento de las escuelas en innovación pedagógica, liderazgo y articulación en red. Desde ese entonces, este trabajo ha sido un insumo para las propuestas que realiza Educación 2020. 
En el año 2009 se publicó la primera Hoja de Ruta de Educación 2020, un documento con una serie de propuestas para transformar el sistema educativo. En el 2011 publicaron la segunda Hoja de Ruta, llamada  "La reforma educativa que Chile necesita" Archivado el 25 de junio de 2014 en Wayback Machine. “La Reforma que Chile necesita” y varias de sus propuestas fueron luego consideradas para la Reforma de la Educación del segundo gobierno de Michelle Bachelet Jeria.
En el 2017 lanzaron la tercera “hoja de ruta”, esta vez llamada Plan Nacional de Educación (enlace roto disponible en Internet Archive; véase el historial, la primera versión y la última).  o “El Plan de 2020”, documento con 30 nuevas medidas para mejorar la educación parvularia, escolar, superior, técnico profesional y la institucionalidad.
En septiembre del 2018, Educación 2020 cumplió 10 años y lo celebró con la publicación de 2020: 10 años, 10 historias” (enlace roto disponible en Internet Archive; véase el historial, la primera versión y la última). donde se compilan relatos de personas cuyas vidas fueron tocadas por el trabajo de la fundación. En este tiempo también la fundación publicó un documento donde se identifica ocho atributos que componen el modelo de incidencia de Educación 2020, bajo el título de 2020: Las claves de un modelo de incidencia efectivo” (enlace roto disponible en Internet Archive; véase el historial, la primera versión y la última)..
Actualmente, la Fundación Educación 2020 cuenta con más de 50 trabajadores y trabajadoras divididas en equipos en Santiago (sede central), Antofagasta, Temuco y Valdivia. Además, ha desarrollado proyectos en localidades como La Serena, Quillota, Salamanca (Chile), Valparaíso, Los Andes (Chile), Santa Olga (Maule), Lautaro, Catemu, Chaitén, Angol, Carahue, Cholchol,  Curacautín, Freire (Chile), Loncoche, Nueva Imperial, Puerto Saavedra, Teodoro Schmidt, Toltén, Victoria, Vilcún, Panguipulli y Coyhaique.

## Estructura
Actualmente, Educación 2020 posee un directorio presidido por quien fuera uno de los estudiantes fundadores de la organización, Matías Reeves (Ingeniero Civil Industrial y Magíster en Gestión y Políticas Públicas de la Universidad de Chile, Master en Filosofía y Políticas Públicas en London School of Economics) y compuesto por la directora ejecutiva Alejandra Arratia (Psicóloga de la Pontificia Universidad Católica de Chile y Doctora en Educación de la Universidad de Melbourne), también por la subdirectora Trinidad Undurraga, y por René Merino, Celia Alvariño, Dagmar Raczynski, Andrés Bernasconi, Teodoro Wigodsky, Patricia Politzer, Leonardo Moreno y Claudio Fuentes.

## Propuestas
A lo largo de una década, los investigadores e investigadoras de la Fundación Educación 2020 se han dedicado a estudiar, diagnosticar y crear propuestas de política pública para mejorar nuestro sistema educativo en su conjunto y también por etapas.
Hoja de Ruta 2014 - 2020: La Reforma que Chile Necesita
Plan Nacional de Educación (2017):
-Capítulo 1: Diagnóstico. Los 30 absurdos de la Educación
-Capítulo 2: 30 prioridades para cambiar la educación en una década
El Plan Inicial (2018): realizado de forma colectiva junto a diversas organizaciones y actores sociales
Policy Brief: Menos carga administrativa, más calidad educativa (2018)
Policy Brief: “Política de fortalecimiento del liderazgo directivo: “mejores líderes, mejores escuelas” (2018)
Estudio junto a Reduca y Fundación Sura: “Aprender es más: hacer realidad el derecho a la educación en América Latina” (2018)
Policy Brief: “Aprendiendo en familia. Análisis y propuestas para una educación parvularia flexible y pertinente” (2019)
Policy Brief: “Aprendiendo en familia Propuestas de un programa flexible para el aprendizaje familiar en Chile” (2019)

## Críticas

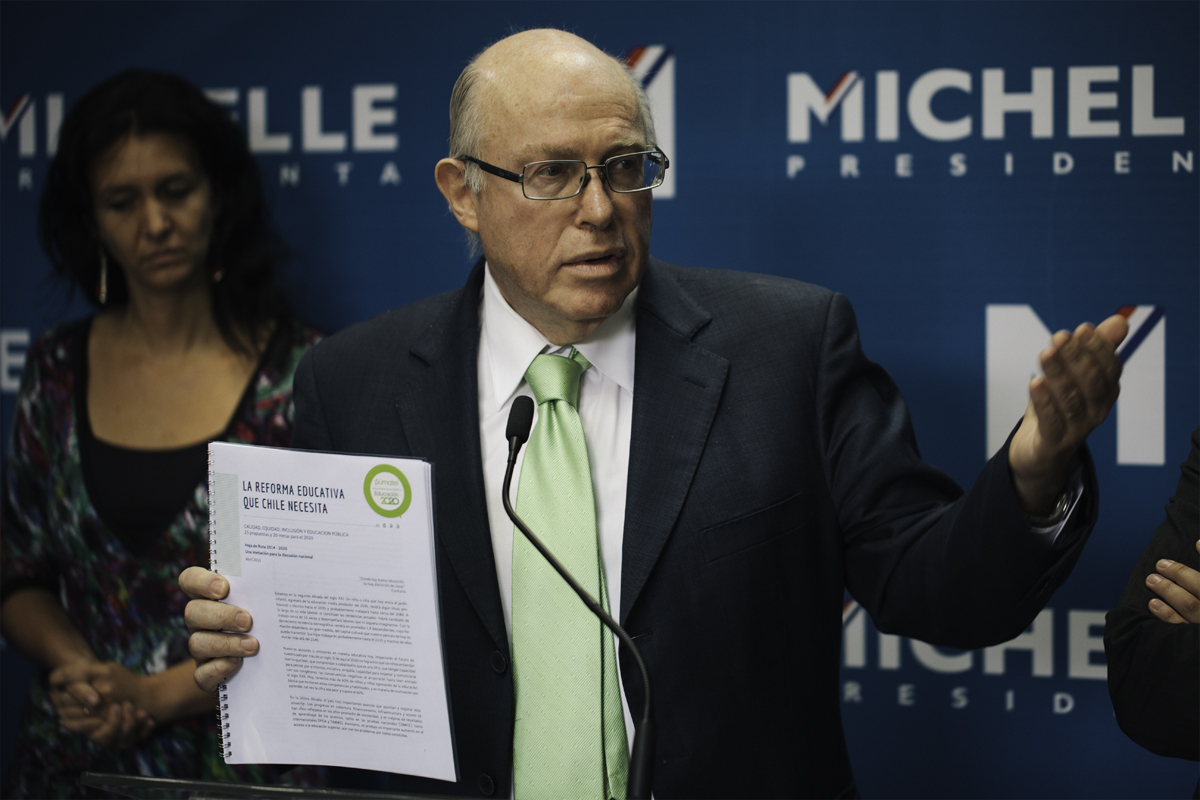
Mario Waissbluth.

Mario Waissbluth reconoce en su libro "Se Acabó el Recreo: La Desigualdad en la Educación" que el movimiento Educación 2020 contaba "con un conjunto menor pero no despreciable de furiosos detractores." Añade inmediatamente Waissbluth que han recibido calificativos como 

"reaccionarios, comunistas, fascistas, populistas, nazis, plagiadores, tecnócratas, teóricos ilustrados y ególatras."

El académico de la Universidad de Santiago, Jaime Retamal, no duda en criticar al movimiento personalizándolo en la figura de su líder, Waissbluth. Se refiere a la falta de experiencia de Waissbluth en el mundo de la educación y a las desconfianzas que causa en el mundo académico, exponiendo su formación de ingeniero por sobre las credenciales del mundo educativo. Lo ve como un "invitado de piedra" para los profesores organizados, investigadores expertos, y políticos. Consigna además el relato de Waissbluth como una ingenuidad.
Otros critican al movimiento por considerarlo populista y con diagnósticos que descontextualizan los avances realizados en las últimas décadas en la educación en Chile.

La propuesta de educación 2020 es también criticada por expresar falta de conocimiento de la educación como disciplina y por desconocer como la educación se institucionaliza. Esta crítica académica señala la limitación de considerar que los problemas en educación pueden resolverse con el sentido común. La propuesta de Educación 2020 estaría limitada pues: 1) asocia la calidad a conceptos como entrenamientos, certificación y re-certificación de competencias, cuestión que es parte de la jerga empresarial, industrial y militar. 2) reducen la educación a elementos técnicos, negando su naturaleza individual, social, histórica e ideológica. 3) no reconoce las diferencias estructurales y socio-históricas que definen la actividad docente en Chile, al comparar a los profesores Chilenos con los de otros países "desarrollados."